# Casearia williamsiana
Casearia williamsiana Sleumer – gatunek rośliny z rodziny wierzbowatych (Salicaceae Mirb.). Występuje naturalnie w Nikaragui oraz Hondurasie. 

## Morfologia
PokrójZrzucające liście drzewo lub krzew dorastające do 3–8 m wysokości.
LiścieBlaszka liściowa ma kształt od eliptycznego do podługowatego. Mierzy 11,5–30 cm długości oraz 6–16 cm szerokości, jest karbowana na brzegu lub niemal całobrzega, ma sercowatą nasadę i ostry lub tępy wierzchołek. Ogonek liściowy jest nagi i dorasta do 1–3 mm długości.
KwiatySą zebrane po 2–7 w pęczki, rozwijają się w kątach pędów. Mają 5 działek kielicha o owalnym kształcie i dorastających do 3–8 mm długości. Kwiaty mają 8–10 pręcików.
OwoceMają kształt od podługowatego do kulistego i osiągają 1,5–2,5 cm średnicy.

## Biologia i ekologia
Rośnie w lasach zrzucających liście. Występuje na wysokości od 600 do 700 m n.p.m.